# Criteriul Kummer

### Enunț:
Fie {\displaystyle \sum _{n=1}^{\infty }a_{n}} o serie numerică cu termeni pozitivi. Dacă există un șir de numere reale pozitive {\displaystyle (b_{n})_{n\in \mathbb {N} ^{*}}}, o constantă  {\displaystyle \alpha >0} și un număr natural {\displaystyle N} așa încât {\displaystyle c_{n}={\frac {a_{n}}{a_{n+1}}}b_{n}-b_{n+1}\geq \alpha ,\forall n\geq N}  atunci seria  {\displaystyle \sum _{n=1}^{\infty }a_{n}} este convergentă, altfel dacă  {\displaystyle c_{n}\leq 0,\forall n\geq N} și  {\displaystyle \sum _{n=1}^{\infty }{\frac {1}{b_{n}}}} este divergentă, atunci  {\displaystyle \sum _{n=1}^{\infty }a_{n}} este divergentă.

### Demonstrație:
Demonstrăm prima parte: {\displaystyle {\frac {a_{n}}{a_{n+1}}}b_{n}-b_{n+1}\geq \alpha ,\forall n\geq N\iff a_{n}b_{n}-a_{n+1}b_{n+1}\geq \alpha a_{n+1},\forall n\geq N} unde am ținut cont că {\displaystyle a_{n+1}>0}. Din această inegalitate deducem: {\displaystyle \sum _{n=N}^{N+p-1}(a_{n}b_{n}-a_{n+1}b_{n+1})\geq \alpha \sum _{n=N}^{N+p-1}a_{n+1}\iff a_{N}b_{N}-a_{N+p}b_{N+p}\geq \alpha (a_{N+1}+...+a_{N+p})\iff a_{N}b_{N}-a_{N+p}b_{N+p}\geq \alpha (s_{N+p}-s_{N})} unde {\displaystyle s_{n}=\sum _{k=1}^{n}a_{k}}. Din ultima inegalitate deducem {\displaystyle s_{N+p}-s_{N}\leq {\frac {1}{\alpha }}(a_{N}b_{N}-a_{N+p}b_{N+p})\leq {\frac {1}{\alpha }}a_{N}b_{N}\implies s_{N+p}\leq s_{N}+{\frac {1}{\alpha }}a_{N}b_{N},\forall p\in \mathbb {N} ^{*}} Acest rezultat arată că {\displaystyle (s_{n})} este un șir mărginit superior iar din faptul că {\displaystyle a_{n}>0,\forall n\in \mathbb {N} ^{*}} si  {\displaystyle s_{n}=\sum _{k=1}^{n}a_{k}}. deduceam că  {\displaystyle (s_{n})} este crescător. Din teorema lui Weierstarss avem că {\displaystyle (s_{n})} este convergent și deci  {\displaystyle \sum _{n=1}^{\infty }a_{n}} este convergentă.Demonstrăm acum partea a doua.Dacă {\displaystyle c_{n}\leq 0,\forall n\geq N\implies a_{n}b_{n}-a_{n+1}b_{n+1}\leq 0,\forall n\geq N\iff {\frac {\frac {1}{b_{n+1}}}{\frac {1}{b_{n}}}}\leq {\frac {a_{n+1}}{a_{n}}},\forall n\geq N}. Din al doilea criteriu al comparației și ținând cont că {\displaystyle \sum _{n=1}^{\infty }{\frac {1}{b_{n}}}} este divergentă avem că {\displaystyle \sum _{n=1}^{\infty }a_{n}} este divergentă.